# Drukknoop

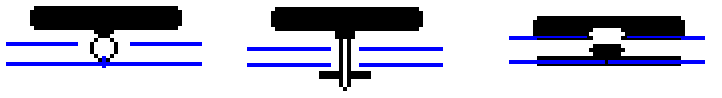
een 'gewone' knoop (met een oogje), een manchetknoop en een drukknoop

Een drukknoop is, net als andere knopen, bedoeld om kledingstukken zoals een overhemd mee af te sluiten. Ook wordt de drukknoop vaak gebruikt om paraplu's mee af te sluiten. Over het algemeen zijn drukknopen gemaakt van verschillende metalen, zoals koper en nikkel of ook in kunststof. Een drukknoop bestaat altijd uit twee bij elkaar behorende delen die aan elkaar klikken volgens het male-female principe. Het bovendeel en het onderdeel kunnen ieder op zich ook weer uit twee delen bestaan, waartussen een laagje stof geklemd wordt (snelfixen). De zichtbare kant van het bovendeel kan eruitzien als een sierknoop.
De drukknoop is uitgevonden in 1920 in de tijd van de art deco en maakte het mogelijk om het hemd aan en uit te trekken zonder de manchetknoop uit het manchet te halen.